# Brad Armstrong
Brad Armstrong (nascut Rod Hopkins; Toronto, 23 de setembre de 1965) és un realitzador, productor i actor porno canadenc. Ha guanyat quatre vegades el premi AVN al millor director i és conegut per rodar sovint produccions porno d'alt pressupost per a Wicked Pictures.

## Biografia
Després d'acabar els estudis, comença treballant com a estriptís. El 1990 s'estrena com a actor a Bimboo Bowlers From Boston després de ser convidat al rodatge per Erica Boyer.
Això no obstant, el gran repte d'en Brad Armstrong és debutar com a realitzador. Per això intenta dur a terme diversos projectes que avancen amb molta dificultat per la manca de mitjans econòmics. La necessitat de finançament el duu fins i tot a vendre la seva casa al Canadà. Finalment aconsegueix rodar Checkmate juntament amb la seva parella sentimental d'aleshores, Dyanna Lauren. La pel·lícula és rodada poc abans que l'actriu signés un contracte en exclusiva amb Vivid i el director aprofita l'ocasió per vendre-la a la productora.
El seu primer treball com a director no passa desapercebut per a l'emergent Wicked Pictures que li encarrega diversos projectes com Sex Secrets Of A Mistress (1996) o Cover To Cover (1996). Sense cap compromís amb cap companyia el director alterna per tant treballs tant per a Vivid com per a Wicked fins que totes dues li ofereixen un contracte en exclusiva. Temerós de la competència que pot suposar-li Paul Thomas (el realitzador estrella de Vivid), escull Wicked.
Amb Wicked el director es converteix en un expert en rodar produccions d'alt pressupost i trames elaborades. De fet, es manifesta enemic del gènere gonzo.
Entre les seves primeres pel·lícules destaquen Conquest (1996) i la futurista Flashpoint (1999). El 2000 Dream Quest destaca amb nombrosos premis com el de millor DVD de l'any. L'any següent amb l'apocalíptica Euphoria aconsegueix el premi AVN a la millor pel·lícula i a la millor direcció. El 2004 la seva comèdia porno Fluff and Fold aconsegueix fins a 11 nominacions als AVN. Ja el 2005 és premiat com a millor director artístic i millor guionista gràcies a The Collector. El 2006 amb Curse Eternal, una pel·lícula ambientada a l'antic Egipte són 15 les nominacions als AVN que rep. El 2007 aconsegueix una altra vegada l'AVN a la millor direcció gràcies a Manhunters.
Juntament amb la seva carrera com a director, en Brad Armstrong també té una àmplia trajectòria com a actor: ha participat en més de 200 pel·lícules, i és habitual veure'l protagonitzar cintes dirigides per ell mateix.